# Medagliati olimpici nel pugilato
Elenco dei vincitori di medaglie olimpiche nel pugilato.

## Albo d'oro

### Maschile

#### Pesi mosca leggeri[1]
Attualmente escluso dal programma olimpico.
| Edizione                                    | Oro                                         | Argento                               | Bronzo                                |
| ------------------------------------------- | ------------------------------------------- | ------------------------------------- | ------------------------------------- |
| Città del Messico 1968                      | Francisco Rodríguez                         | Jee Yong-ju                           | Harlan Marbley                        |
| Città del Messico 1968                      | Francisco Rodríguez                         | Jee Yong-ju                           | Hubert Skrzypczak                     |
| Monaco di Baviera 1972                      | György Gedó                                 | Kim U-gil                             | Ralph Evans                           |
| Monaco di Baviera 1972                      | György Gedó                                 | Kim U-gil                             | Enrique Rodríguez                     |
| Montréal 1976                               | Jorge Hernández                             | Lee Byong-Uk                          | Orlando Maldonado                     |
| Montréal 1976                               | Jorge Hernández                             | Lee Byong-Uk                          | Payao Poontarat                       |
| Mosca 1980                                  | Šamil' Sabirov                              | Hipólito Ramos                        | Ismail Mustafov                       |
| Mosca 1980                                  | Šamil' Sabirov                              | Hipólito Ramos                        | Lee Byong-uk                          |
| Los Angeles 1984                            | Paul Gonzales                               | Salvatore Todisco                     | Marcelino Bolívar                     |
| Los Angeles 1984                            | Paul Gonzales                               | Salvatore Todisco                     | Keith Mwila                           |
| Seul 1988                                   | Ivailo Marinov                              | Michael Carbajal                      | Róbert Isaszegi                       |
| Seul 1988                                   | Ivailo Marinov                              | Michael Carbajal                      | Leopoldo Serantes                     |
| Barcellona 1992                             | Rogelio Marcelo                             | Daniel Petrov                         | Jan Quast                             |
| Barcellona 1992                             | Rogelio Marcelo                             | Daniel Petrov                         | Roel Velasco                          |
| Atlanta 1996                                | Daniel Petrov                               | Mansueto Velasco                      | Oleh Kyrjuchin                        |
| Atlanta 1996                                | Daniel Petrov                               | Mansueto Velasco                      | Rafael Lozano                         |
| Sydney 2000                                 | Brahim Asloum                               | Rafael Lozano                         | Kim Un-chol                           |
| Sydney 2000                                 | Brahim Asloum                               | Rafael Lozano                         | Maikro Romero                         |
| Atene 2004                                  | Yan Barthelemy                              | Atagün Yalçinkaya                     | Zou Shiming                           |
| Atene 2004                                  | Yan Barthelemy                              | Atagün Yalçinkaya                     | Sergej Kazakov                        |
| Pechino 2008                                | Zou Shiming                                 | Pürevdorjiin Serdamba                 | Paddy Barnes                          |
| Pechino 2008                                | Zou Shiming                                 | Pürevdorjiin Serdamba                 | Yampier Hernández                     |
| Londra 2012                                 | Zou Shiming                                 | Kaeo Pongprayoon                      | Paddy Barnes                          |
| Londra 2012                                 | Zou Shiming                                 | Kaeo Pongprayoon                      | David Ajrapetjan                      |
| Rio de Janeiro 2016                         | Hasanboy Dusmatov                           | Yuberjen Martínez                     | Joahnys Argilagos                     |
| Rio de Janeiro 2016                         | Hasanboy Dusmatov                           | Yuberjen Martínez                     | Nico Hernández                        |
| Atleta meglio premiato: Zou Shiming (2/0/1) | Atleta meglio premiato: Zou Shiming (2/0/1) | Nazione meglio premiata: Cuba (3/1/2) | Nazione meglio premiata: Cuba (3/1/2) |

#### Pesi mosca[2]
| Edizione                | Oro                                       | Argento                                      | Bronzo                                       |
| ----------------------- | ----------------------------------------- | -------------------------------------------- | -------------------------------------------- |
| Saint Louis 1904        | George Finnegan                           | Miles Burke                                  | —                                            |
| Londra 1908             | Misura non inclusa nel programma olimpico | Misura non inclusa nel programma olimpico    | Misura non inclusa nel programma olimpico    |
| Stoccolma 1912          | Evento non incluso nel programma olimpico | Evento non incluso nel programma olimpico    | Evento non incluso nel programma olimpico    |
| Anversa 1920            | Frankie Genaro                            | Anders Petersen                              | William Cuthbertson                          |
| Parigi 1924             | Fidel LaBarba                             | Jim McKenzie                                 | Raymond Fee                                  |
| Amsterdam 1928          | Antal Kocsis                              | Armand Apell                                 | Carlo Cavagnoli                              |
| Los Angeles 1932        | István Énekes                             | Francisco Cabañas                            | Louis Salica                                 |
| Berlino 1936            | Willy Kaiser                              | Gavino Matta                                 | Louis Salica                                 |
| Londra 1948             | Pascual Pérez                             | Spartaco Bandinelli                          | Han Soo-an                                   |
| Helsinki 1952           | Nate Brooks                               | Edgar Basel                                  | Anatolij Bulakov                             |
| Helsinki 1952           | Nate Brooks                               | Edgar Basel                                  | Willie Toweel                                |
| Melbourne 1956          | Terry Spinks                              | Mircea Dobrescu                              | John Caldwell                                |
| Melbourne 1956          | Terry Spinks                              | Mircea Dobrescu                              | René Libeer                                  |
| Roma 1960               | Gyula Török                               | Sergej Sivko                                 | Abdel Moneim El-Gindy                        |
| Roma 1960               | Gyula Török                               | Sergej Sivko                                 | Kiyoshi Tanabe                               |
| Tokyo 1964              | Fernando Atzori                           | Artur Olech                                  | Robert Carmody                               |
| Tokyo 1964              | Fernando Atzori                           | Artur Olech                                  | Stanislav Sorokin                            |
| Città del Messico 1968  | Ricardo Delgado                           | Artur Olech                                  | Servílio de Oliveira                         |
| Città del Messico 1968  | Ricardo Delgado                           | Artur Olech                                  | Leo Rwabwogo                                 |
| Monaco di Baviera 1972  | Georgi Kostadinov                         | Leo Rwabwogo                                 | Leszek Błażyński                             |
| Monaco di Baviera 1972  | Georgi Kostadinov                         | Leo Rwabwogo                                 | Douglas Rodríguez                            |
| Montréal 1976           | Leo Randolph                              | Ramón Duvalón                                | Leszek Błażyński                             |
| Montréal 1976           | Leo Randolph                              | Ramón Duvalón                                | David Torosjan                               |
| Mosca 1980              | Petăr Lesov                               | Viktor Mirošničenko                          | Hugh Russell                                 |
| Mosca 1980              | Petăr Lesov                               | Viktor Mirošničenko                          | János Váradi                                 |
| Los Angeles 1984        | Steve McCrory                             | Redžep Redžepovski                           | Ibrahim Bilali                               |
| Los Angeles 1984        | Steve McCrory                             | Redžep Redžepovski                           | Eyüp Can                                     |
| Seul 1988               | Kim Kwang-sun                             | Andreas Tews                                 | Mario González                               |
| Seul 1988               | Kim Kwang-sun                             | Andreas Tews                                 | Timofej Skrjabin                             |
| Barcellona 1992         | Choi Chol-su                              | Raúl González                                | Tim Austin                                   |
| Barcellona 1992         | Choi Chol-su                              | Raúl González                                | István Kovács                                |
| Atlanta 1996            | Maikro Romero                             | Bolat Žumadilov                              | Zoltan Lunka                                 |
| Atlanta 1996            | Maikro Romero                             | Bolat Žumadilov                              | Al'bert Pakeev                               |
| Sydney 2000             | Wijan Ponlid                              | Bolat Žumadilov                              | Volodymyr Sydorenko                          |
| Sydney 2000             | Wijan Ponlid                              | Bolat Žumadilov                              | Jérôme Thomas                                |
| Atene 2004              | Yuriorkis Gamboa                          | Jérôme Thomas                                | Rustamhodza Rahimov                          |
| Atene 2004              | Yuriorkis Gamboa                          | Jérôme Thomas                                | Fuad Aslanov                                 |
| Pechino 2008            | Somjit Jongjohor                          | Andry Laffita                                | Vincenzo Picardi                             |
| Pechino 2008            | Somjit Jongjohor                          | Andry Laffita                                | Georgij Balakšin                             |
| Londra 2012             | Robeisy Ramírez                           | Njambajaryn Tögscogt                         | Michail Alojan                               |
| Londra 2012             | Robeisy Ramírez                           | Njambajaryn Tögscogt                         | Michael Conlan                               |
| Rio de Janeiro 2016     | Shahobiddin Zoirov                        | Yoel Segundo Finol                           | Non assegnata                                |
| Rio de Janeiro 2016     | Shahobiddin Zoirov                        | Yoel Segundo Finol                           | Hu Jianguan                                  |
| Tokyo 2020              | Galal Yafai                               | Carlo Paalam                                 | Ryomei Tanaka                                |
| Tokyo 2020              | Galal Yafai                               | Carlo Paalam                                 | Saken Bibossinov                             |
| Parigi 2024             | Hasanboy Dusmatov                         | Billal Bennama                               | Junior Alcántara                             |
| Parigi 2024             | Hasanboy Dusmatov                         | Billal Bennama                               | Daniel Varela de Pina                        |
| Atleta meglio premiato: | Atleta meglio premiato:                   | Nazione meglio premiata: Stati Uniti (6/1/5) | Nazione meglio premiata: Stati Uniti (6/1/5) |

#### Pesi gallo[3]
Attualmente escluso dal programma olimpico.
| Edizione                                             | Oro                                                  | Argento                                   | Bronzo                                    |
| ---------------------------------------------------- | ---------------------------------------------------- | ----------------------------------------- | ----------------------------------------- |
| Saint Louis 1904                                     | Oliver Kirk                                          | George Finnegan                           | —                                         |
| Londra 1908                                          | Henry Thomas                                         | John Condon                               | William Webb                              |
| Stoccolma 1912                                       | Evento non incluso nel programma olimpico            | Evento non incluso nel programma olimpico | Evento non incluso nel programma olimpico |
| Anversa 1920                                         | Clarence Walker                                      | Clifford Graham                           | George McKenzie                           |
| Parigi 1924                                          | William Smith                                        | Salvatore Tripoli                         | Jean Ces                                  |
| Amsterdam 1928                                       | Vittorio Tamagnini                                   | John Daley                                | Harry Isaacs                              |
| Los Angeles 1932                                     | Horace Gwynne                                        | Hans Ziglarski                            | José Villanueva                           |
| Berlino 1936                                         | Ulderico Sergo                                       | Jack Wilson                               | Fidel Ortiz                               |
| Londra 1948                                          | Tibor Csík                                           | Giovanni Battista Zuddas                  | Juan Evangelista Venegas                  |
| Helsinki 1952                                        | Pentti Hämäläinen                                    | John McNally                              | Gennadij Garbuzov                         |
| Helsinki 1952                                        | Pentti Hämäläinen                                    | John McNally                              | Kang Joon-ho                              |
| Melbourne 1956                                       | Wolfgang Behrendt                                    | Song Soon-chun                            | Claudio Barrientos                        |
| Melbourne 1956                                       | Wolfgang Behrendt                                    | Song Soon-chun                            | Freddie Gilroy                            |
| Roma 1960                                            | Oleg Grigor'ev                                       | Primo Zamparini                           | Brunon Bendig                             |
| Roma 1960                                            | Oleg Grigor'ev                                       | Primo Zamparini                           | Oliver Taylor                             |
| Tokyo 1964                                           | Takao Sakurai                                        | Chung Shin-cho                            | Juan Fabila Mendoza                       |
| Tokyo 1964                                           | Takao Sakurai                                        | Chung Shin-cho                            | Washington Rodríguez                      |
| Città del Messico 1968                               | Valerian Sokolov                                     | Eridadi Mukwanga                          | Chang Kyou-chul                           |
| Città del Messico 1968                               | Valerian Sokolov                                     | Eridadi Mukwanga                          | Eiji Morioka                              |
| Monaco di Baviera 1972                               | Orlando Martínez                                     | Alfonso Zamora                            | Ricardo Carreras                          |
| Monaco di Baviera 1972                               | Orlando Martínez                                     | Alfonso Zamora                            | George Turpin                             |
| Montréal 1976                                        | Gu Yong-jo                                           | Charles Mooney                            | Patrick Cowdell                           |
| Montréal 1976                                        | Gu Yong-jo                                           | Charles Mooney                            | Viktor Rybakov                            |
| Mosca 1980                                           | Juan Bautista Hernández-Pérez                        | Bernardo Piñango                          | Michael Anthony                           |
| Mosca 1980                                           | Juan Bautista Hernández-Pérez                        | Bernardo Piñango                          | Dumitru Cipere                            |
| Los Angeles 1984                                     | Maurizio Stecca                                      | Héctor López                              | Pedro Nolasco                             |
| Los Angeles 1984                                     | Maurizio Stecca                                      | Héctor López                              | Dale Walters                              |
| Seul 1988                                            | Kennedy McKinney                                     | Aleksandăr Hristov                        | Phajol Moolsan                            |
| Seul 1988                                            | Kennedy McKinney                                     | Aleksandăr Hristov                        | Jorge Julio Rocha                         |
| Barcellona 1992                                      | Joel Casamayor                                       | Wayne McCullough                          | Mohammed Achik                            |
| Barcellona 1992                                      | Joel Casamayor                                       | Wayne McCullough                          | Li Gwang-sik                              |
| Atlanta 1996                                         | István Kovács                                        | Arnaldo Mesa                              | Vichairachanon Khadpo                     |
| Atlanta 1996                                         | István Kovács                                        | Arnaldo Mesa                              | Raimkul' Malachbekov                      |
| Sydney 2000                                          | Guillermo Rigondeaux                                 | Raimkul' Malachbekov                      | Serhij Danyl'čenko                        |
| Sydney 2000                                          | Guillermo Rigondeaux                                 | Raimkul' Malachbekov                      | Clarence Vinson                           |
| Atene 2004                                           | Guillermo Rigondeaux                                 | Worapoj Petchkoom                         | Ağası Məmmədov                            |
| Atene 2004                                           | Guillermo Rigondeaux                                 | Worapoj Petchkoom                         | Bahodirjon Sultonov                       |
| Pechino 2008                                         | Enhbatyn Badar-Uugan                                 | Yankiel León                              | Bruno Julie                               |
| Pechino 2008                                         | Enhbatyn Badar-Uugan                                 | Yankiel León                              | Veaceslav Gojan                           |
| Londra 2012                                          | Luke Campbell                                        | John Joseph Nevin                         | Satoshi Shimizu                           |
| Londra 2012                                          | Luke Campbell                                        | John Joseph Nevin                         | Lázaro Álvarez                            |
| Rio de Janeiro 2016                                  | Robeisy Ramírez                                      | Shakur Stevenson                          | Vladimir Nikitin                          |
| Rio de Janeiro 2016                                  | Robeisy Ramírez                                      | Shakur Stevenson                          | Murodjon Ahmadaliyev                      |
| Atleta meglio premiato: Guillermo Rigondeaux (2/0/0) | Atleta meglio premiato: Guillermo Rigondeaux (2/0/0) | Nazione meglio premiata: Cuba (6/2/1)     | Nazione meglio premiata: Cuba (6/2/1)     |

#### Pesi piuma[4]
| Edizione                                                   | Oro                                       | Argento                                      | Bronzo                                       |
| ---------------------------------------------------------- | ----------------------------------------- | -------------------------------------------- | -------------------------------------------- |
| Saint Louis 1904                                           | Oliver Kirk                               | Frank Haller                                 | Fred Gilmore                                 |
| Londra 1908                                                | Richard Gunn                              | Charles W. Morris                            | Hugh Roddin                                  |
| Stoccolma 1912                                             | Evento non incluso nel programma olimpico | Evento non incluso nel programma olimpico    | Evento non incluso nel programma olimpico    |
| Anversa 1920                                               | Paul Fritsch                              | Jean Gachet                                  | Edoardo Garzena                              |
| Parigi 1924                                                | Jackie Fields                             | Joseph Salas                                 | Pedro Quartucci                              |
| Amsterdam 1928                                             | Bep van Klaveren                          | Víctor Peralta                               | Harold Devine                                |
| Los Angeles 1932                                           | Carmelo Robledo                           | Josef Schleinkofer                           | Allan Carlsson                               |
| Berlino 1936                                               | Oscar Casanovas                           | Charles Catterall                            | Josef Miner                                  |
| Londra 1948                                                | Ernesto Formenti                          | Dennis Shepherd                              | Aleksy Antkiewicz                            |
| Helsinki 1952                                              | Ján Zachara                               | Sergio Caprari                               | Leonard Leisching                            |
| Helsinki 1952                                              | Ján Zachara                               | Sergio Caprari                               | Joseph Ventaja                               |
| Melbourne 1956                                             | Vladimir Safronov                         | Tommy Nicholls                               | Pentti Hämäläinen                            |
| Melbourne 1956                                             | Vladimir Safronov                         | Tommy Nicholls                               | Henryk Niedźwiedzki                          |
| Roma 1960                                                  | Francesco Musso                           | Jerzy Adamski                                | Jorma Limmonen                               |
| Roma 1960                                                  | Francesco Musso                           | Jerzy Adamski                                | William Meyers                               |
| Tokyo 1964                                                 | Stanislav Stepaškin                       | Anthony Villanueva                           | Charles Brown                                |
| Tokyo 1964                                                 | Stanislav Stepaškin                       | Anthony Villanueva                           | Heinz Schulz                                 |
| Città del Messico 1968                                     | Antonio Roldán                            | Alberto Robinson                             | Ivan Mihailov                                |
| Città del Messico 1968                                     | Antonio Roldán                            | Alberto Robinson                             | Philip Waruinge                              |
| Monaco di Baviera 1972                                     | Boris Kuznecov                            | Philip Waruinge                              | András Botos                                 |
| Monaco di Baviera 1972                                     | Boris Kuznecov                            | Philip Waruinge                              | Clemente Rojas                               |
| Montréal 1976                                              | Ángel Herrera                             | Richard Nowakowski                           | Leszek Kosedowski                            |
| Montréal 1976                                              | Ángel Herrera                             | Richard Nowakowski                           | Juan Paredes                                 |
| Mosca 1980                                                 | Rudi Fink                                 | Adolfo Horta                                 | Krzysztof Kosedowski                         |
| Mosca 1980                                                 | Rudi Fink                                 | Adolfo Horta                                 | Viktor Rybakov                               |
| Los Angeles 1984                                           | Meldrick Taylor                           | Peter Konyegwachie                           | Türgüt Aykaç                                 |
| Los Angeles 1984                                           | Meldrick Taylor                           | Peter Konyegwachie                           | Omar Catarí                                  |
| Seul 1988                                                  | Giovanni Parisi                           | Daniel Dumitrescu                            | Abdelhak Achik                               |
| Seul 1988                                                  | Giovanni Parisi                           | Daniel Dumitrescu                            | Lee Jae-hyuk                                 |
| Barcellona 1992                                            | Andreas Tews                              | Faustino Reyes                               | Ramaz Paliani                                |
| Barcellona 1992                                            | Andreas Tews                              | Faustino Reyes                               | Hocine Soltani                               |
| Atlanta 1996                                               | Somluck Kamsing                           | Serafim Todorov                              | Pablo Chacón                                 |
| Atlanta 1996                                               | Somluck Kamsing                           | Serafim Todorov                              | Floyd Mayweather Jr.                         |
| Sydney 2000                                                | Bekzat Sattarchanov                       | Rocky Juárez                                 | Kamil' Džamalutdinov                         |
| Sydney 2000                                                | Bekzat Sattarchanov                       | Rocky Juárez                                 | Tahar Tamsamani                              |
| Atene 2004                                                 | Aleksej Tiščenko                          | Kim Song-guk                                 | Jo Seok-hwan                                 |
| Atene 2004                                                 | Aleksej Tiščenko                          | Kim Song-guk                                 | Vitali Tajbert                               |
| Pechino 2008                                               | Vasyl' Lomačenko                          | Khedafi Djelkhir                             | Yakup Kılıç                                  |
| Pechino 2008                                               | Vasyl' Lomačenko                          | Khedafi Djelkhir                             | Şahin İmranov                                |
| Evento non incluso nel programma olimpico dal 2012 al 2016 |                                           |                                              |                                              |
| Tokyo 2020                                                 | Albert Batyrgaziev                        | Duke Ragan                                   | Lázaro Álvarez                               |
| Tokyo 2020                                                 | Albert Batyrgaziev                        | Duke Ragan                                   | Samuel Takyi                                 |
| Parigi 2024                                                | Abdumalik Khalokov                        | Munarbek Seiitbek Uulu                       | Charlie Senior                               |
| Parigi 2024                                                | Abdumalik Khalokov                        | Munarbek Seiitbek Uulu                       | Javier Ibáñez                                |
| Atleta meglio premiato:                                    | Atleta meglio premiato:                   | Nazione meglio premiata: Stati Uniti (3/5/4) | Nazione meglio premiata: Stati Uniti (3/5/4) |

#### Pesi leggeri[5]
| Edizione                                       | Oro                                            | Argento                                      | Bronzo                                       |
| ---------------------------------------------- | ---------------------------------------------- | -------------------------------------------- | -------------------------------------------- |
| Saint Louis 1904                               | Harry Spanger                                  | Jack Egan                                    | Russell van Horn                             |
| Londra 1908                                    | Fred Grace                                     | Fred Spiller                                 | Harry Johnson                                |
| Stoccolma 1912                                 | Evento non incluso nel programma olimpico      | Evento non incluso nel programma olimpico    | Evento non incluso nel programma olimpico    |
| Anversa 1920                                   | Samuel Mosberg                                 | Gotfred Johansen                             | Clarence Newton                              |
| Parigi 1924                                    | Hans Jacob Nielsen                             | Alfredo Copello                              | Frederick Boylstein                          |
| Amsterdam 1928                                 | Carlo Orlandi                                  | Stephen Halaiko                              | Gunnar Berggren                              |
| Los Angeles 1932                               | Lawrence Stevens                               | Thure Ahlqvist                               | Nathan Bor                                   |
| Berlino 1936                                   | Imre Harangi                                   | Nikolai Stepulov                             | Erik Ågren                                   |
| Londra 1948                                    | Gerald Dreyer                                  | Joseph Vissers                               | Svend Wad                                    |
| Helsinki 1952                                  | Aureliano Bolognesi                            | Aleksy Antkiewicz                            | Gheorghe Fiat                                |
| Helsinki 1952                                  | Aureliano Bolognesi                            | Aleksy Antkiewicz                            | Erkki Pakkanen                               |
| Melbourne 1956                                 | Dick McTaggart                                 | Harry Kurschat                               | Anthony Byrne                                |
| Melbourne 1956                                 | Dick McTaggart                                 | Harry Kurschat                               | Anatolij Lagetko                             |
| Roma 1960                                      | Kazimierz Paździor                             | Sandro Lopopolo                              | Abel Laudonio                                |
| Roma 1960                                      | Kazimierz Paździor                             | Sandro Lopopolo                              | Dick McTaggart                               |
| Tokyo 1964                                     | Józef Grudzień                                 | Vilikton Barannikov                          | Ronald Allen Harris                          |
| Tokyo 1964                                     | Józef Grudzień                                 | Vilikton Barannikov                          | Jim McCourt                                  |
| Città del Messico 1968                         | Ronnie Harris                                  | Józef Grudzień                               | Calistrat Cuțov                              |
| Città del Messico 1968                         | Ronnie Harris                                  | Józef Grudzień                               | Zvonimir Vujin                               |
| Monaco di Baviera 1972                         | Jan Szczepański                                | László Orbán                                 | Samuel Mbugua                                |
| Monaco di Baviera 1972                         | Jan Szczepański                                | László Orbán                                 | Alfonso Pérez                                |
| Montréal 1976                                  | Howard Davis                                   | Simion Cuţov                                 | Ace Rusevski                                 |
| Montréal 1976                                  | Howard Davis                                   | Simion Cuţov                                 | Vasilij Solomin                              |
| Mosca 1980                                     | Ángel Herrera                                  | Viktor Dem'janenko                           | Kazimierz Adach                              |
| Mosca 1980                                     | Ángel Herrera                                  | Viktor Dem'janenko                           | Richard Nowakowski                           |
| Los Angeles 1984                               | Pernell Whitaker                               | Luís Ortiz                                   | Chun Chil-sung                               |
| Los Angeles 1984                               | Pernell Whitaker                               | Luís Ortiz                                   | Martin Ndongo-Ebanga                         |
| Seul 1988                                      | Andreas Zülow                                  | George Cramne                                | Romallis Ellis                               |
| Seul 1988                                      | Andreas Zülow                                  | George Cramne                                | Nergüjn Enhbat                               |
| Barcellona 1992                                | Óscar de la Hoya                               | Marco Rudolph                                | Namjilyn Bajarsajhan                         |
| Barcellona 1992                                | Óscar de la Hoya                               | Marco Rudolph                                | Hong Sung-sik                                |
| Atlanta 1996                                   | Hocine Soltani                                 | Tončo Tončev                                 | Terrance Cauthen                             |
| Atlanta 1996                                   | Hocine Soltani                                 | Tončo Tončev                                 | Leonard Doroftei                             |
| Sydney 2000                                    | Mario Kindelán                                 | Andrij Kotel'nyk                             | Cristián Bejarano                            |
| Sydney 2000                                    | Mario Kindelán                                 | Andrij Kotel'nyk                             | Aleksandr Maletin                            |
| Atene 2004                                     | Mario Kindelán                                 | Amir Khan                                    | Murat Chračev                                |
| Atene 2004                                     | Mario Kindelán                                 | Amir Khan                                    | Serik Eleuov                                 |
| Pechino 2008                                   | Aleksej Tiščenko                               | Daouda Sow                                   | Hračik J̌avaxyan                              |
| Pechino 2008                                   | Aleksej Tiščenko                               | Daouda Sow                                   | Yordenis Ugás                                |
| Londra 2012                                    | Vasyl' Lomačenko                               | Han Soon-chul                                | Evaldas Petrauskas                           |
| Londra 2012                                    | Vasyl' Lomačenko                               | Han Soon-chul                                | Yasniel Toledo                               |
| Rio de Janeiro 2016                            | Robson Conceição                               | Sofiane Oumiha                               | Lázaro Álvarez                               |
| Rio de Janeiro 2016                            | Robson Conceição                               | Sofiane Oumiha                               | Dorjnyambuugiin Otgondalai                   |
| Tokyo 2020                                     | Andy Cruz                                      | Keyshawn Davis                               | Harry Garside                                |
| Tokyo 2020                                     | Andy Cruz                                      | Keyshawn Davis                               | Hovhannes Bachkov                            |
| Parigi 2024                                    | Erislandy Álvarez                              | Sofiane Oumiha                               | Wyatt Sanford                                |
| Parigi 2024                                    | Erislandy Álvarez                              | Sofiane Oumiha                               | Lasha Guruli                                 |
| Atleta meglio premiato: Mario Kindelán (2/0/0) | Atleta meglio premiato: Mario Kindelán (2/0/0) | Nazione meglio premiata: Stati Uniti (6/2/6) | Nazione meglio premiata: Stati Uniti (6/2/6) |

#### Pesi superleggeri[6]
Attualmente escluso dal programma olimpico.
| Edizione                                                    | Oro                                                         | Argento                                      | Bronzo                                       |
| ----------------------------------------------------------- | ----------------------------------------------------------- | -------------------------------------------- | -------------------------------------------- |
| Helsinki 1952                                               | Charles Adkins                                              | Viktor Mednov                                | Erkki Mallenius                              |
| Helsinki 1952                                               | Charles Adkins                                              | Viktor Mednov                                | Bruno Visintin                               |
| Melbourne 1956                                              | Vladimir Engibaryan                                         | Franco Nenci                                 | Constantin Dumitrescu                        |
| Melbourne 1956                                              | Vladimir Engibaryan                                         | Franco Nenci                                 | Henry Loubscher                              |
| Roma 1960                                                   | Bohumil Němeček                                             | Clement Quartey                              | Quincey Daniels                              |
| Roma 1960                                                   | Bohumil Němeček                                             | Clement Quartey                              | Marian Kasprzyk                              |
| Tokyo 1964                                                  | Jerzy Kulej                                                 | Evgenij Frolov                               | Eddie Blay                                   |
| Tokyo 1964                                                  | Jerzy Kulej                                                 | Evgenij Frolov                               | Habib Galhia                                 |
| Città del Messico 1968                                      | Jerzy Kulej                                                 | Enrique Regueiferos                          | Arto Nilsson                                 |
| Città del Messico 1968                                      | Jerzy Kulej                                                 | Enrique Regueiferos                          | James Wallington                             |
| Monaco di Baviera 1972                                      | Ray Seales                                                  | Angel Angelov                                | Issaka Daboré                                |
| Monaco di Baviera 1972                                      | Ray Seales                                                  | Angel Angelov                                | Zvonimir Vujin                               |
| Montréal 1976                                               | Ray Leonard                                                 | Andrés Aldama                                | Vladimir Kolev                               |
| Montréal 1976                                               | Ray Leonard                                                 | Andrés Aldama                                | Kazimierz Szczerba                           |
| Mosca 1980                                                  | Patrizio Oliva                                              | Serik Konakbaev                              | José Aguilar                                 |
| Mosca 1980                                                  | Patrizio Oliva                                              | Serik Konakbaev                              | Tony Willis                                  |
| Los Angeles 1984                                            | Jerry Page                                                  | Dhawee Umponmaha                             | Mircea Fulger                                |
| Los Angeles 1984                                            | Jerry Page                                                  | Dhawee Umponmaha                             | Mirko Puzović                                |
| Seul 1988                                                   | Vjačeslav Janovskij                                         | Grahame Cheney                               | Reiner Gies                                  |
| Seul 1988                                                   | Vjačeslav Janovskij                                         | Grahame Cheney                               | Lars Myrberg                                 |
| Barcellona 1992                                             | Héctor Vinent                                               | Mark Leduc                                   | Leonard Doroftei                             |
| Barcellona 1992                                             | Héctor Vinent                                               | Mark Leduc                                   | Jyri Kjäll                                   |
| Atlanta 1996                                                | Héctor Vinent                                               | Oktay Urkal                                  | Fethi Missaoui                               |
| Atlanta 1996                                                | Héctor Vinent                                               | Oktay Urkal                                  | Bolat Nijazymbetov                           |
| Sydney 2000                                                 | Muhammadqodir Abdullayev                                    | Ricardo Williams                             | Mohamed Allalou                              |
| Sydney 2000                                                 | Muhammadqodir Abdullayev                                    | Ricardo Williams                             | Diógenes Luna                                |
| Atene 2004                                                  | Manus Boonjumnong                                           | Yudel Johnson                                | Boris Georgiev                               |
| Atene 2004                                                  | Manus Boonjumnong                                           | Yudel Johnson                                | Ionuţ Gheorghe                               |
| Pechino 2008                                                | Manuel Félix Díaz                                           | Manus Boonjumnong                            | Roniel Iglesias                              |
| Pechino 2008                                                | Manuel Félix Díaz                                           | Manus Boonjumnong                            | Alexis Vastine                               |
| Londra 2012                                                 | Roniel Iglesias                                             | Denys Berinčyk                               | Vincenzo Mangiacapre                         |
| Londra 2012                                                 | Roniel Iglesias                                             | Denys Berinčyk                               | Uranchimegiin Mönkh-Erdene                   |
| Rio de Janeiro 2016                                         | Fazliddin G'oibnazarov                                      | Lorenzo Sotomayor                            | Vitalij Dunajcev                             |
| Rio de Janeiro 2016                                         | Fazliddin G'oibnazarov                                      | Lorenzo Sotomayor                            | Artem Harutiunian                            |
| Atleta meglio premiato: Héctor Vinent e Jerzy Kulej (2/0/0) | Atleta meglio premiato: Héctor Vinent e Jerzy Kulej (2/0/0) | Nazione meglio premiata: Stati Uniti (4/1/2) | Nazione meglio premiata: Stati Uniti (4/1/2) |

#### Pesi welter[7]
| Edizione                                    | Oro                                         | Argento                                     | Bronzo                                      |
| ------------------------------------------- | ------------------------------------------- | ------------------------------------------- | ------------------------------------------- |
| Saint Louis 1904                            | Albert Young                                | Harry Spanger                               | Jack Egan                                   |
| Saint Louis 1904                            | Albert Young                                | Harry Spanger                               | Joe Lydon                                   |
| Londra 1908                                 | Misura non inclusa nel programma olimpico   | Misura non inclusa nel programma olimpico   | Misura non inclusa nel programma olimpico   |
| Stoccolma 1912                              | Evento non incluso nel programma olimpico   | Evento non incluso nel programma olimpico   | Evento non incluso nel programma olimpico   |
| Anversa 1920                                | Bert Schneider                              | Alex Ireland                                | Fred Kolberg                                |
| Parigi 1924                                 | Jean Delarge                                | Héctor Méndez                               | Doug Lewis                                  |
| Amsterdam 1928                              | Ted Morgan                                  | Raúl Landini                                | Raymond Smillie                             |
| Los Angeles 1932                            | Edward Flynn                                | Erich Campe                                 | Bruno Ahlberg                               |
| Berlino 1936                                | Sten Suvio                                  | Michael Murach                              | Gerhard Pedersen                            |
| Londra 1948                                 | Július Torma                                | Horace Herring                              | Alessandro D'Ottavio                        |
| Helsinki 1952                               | Zygmunt Chychła                             | Sergei Scherbakov                           | Günther Heidemann                           |
| Helsinki 1952                               | Zygmunt Chychła                             | Sergei Scherbakov                           | Victor Jörgensen                            |
| Melbourne 1956                              | Nicolae Linca                               | Frederick Tiedt                             | Nicky Gargano                               |
| Melbourne 1956                              | Nicolae Linca                               | Frederick Tiedt                             | Kevin Hogarth                               |
| Roma 1960                                   | Giovanni Benvenuti                          | Jurij Radonjak                              | Leszek Drogosz                              |
| Roma 1960                                   | Giovanni Benvenuti                          | Jurij Radonjak                              | Jimmy Lloyd                                 |
| Tokyo 1964                                  | Marian Kasprzyk                             | Ričardas Tamulis                            | Silvano Bertini                             |
| Tokyo 1964                                  | Marian Kasprzyk                             | Ričardas Tamulis                            | Pertti Purhonen                             |
| Città del Messico 1968                      | Manfred Wolke                               | Joseph Bessala                              | Mario Guilloti                              |
| Città del Messico 1968                      | Manfred Wolke                               | Joseph Bessala                              | Vladimir Musalimov                          |
| Monaco di Baviera 1972                      | Emilio Correa                               | János Kajdi                                 | Dick Murunga                                |
| Monaco di Baviera 1972                      | Emilio Correa                               | János Kajdi                                 | Jesse Valdez                                |
| Montréal 1976                               | Jochen Bachfeld                             | Pedro Gamarro                               | Reinhard Skricek                            |
| Montréal 1976                               | Jochen Bachfeld                             | Pedro Gamarro                               | Victor Zilberman                            |
| Mosca 1980                                  | Andrés Aldama                               | John Mugabi                                 | Karl-Heinz Krüger                           |
| Mosca 1980                                  | Andrés Aldama                               | John Mugabi                                 | Kazimierz Szczerba                          |
| Los Angeles 1984                            | Mark Breland                                | An Young-Su                                 | Luciano Bruno                               |
| Los Angeles 1984                            | Mark Breland                                | An Young-Su                                 | Joni Nyman                                  |
| Seul 1988                                   | Robert Wangila                              | Laurent Boudouani                           | Jan Dydak                                   |
| Seul 1988                                   | Robert Wangila                              | Laurent Boudouani                           | Kenneth Gould                               |
| Barcellona 1992                             | Michael Carruth                             | Juan Hernández Sierra                       | Aníbal Acevedo                              |
| Barcellona 1992                             | Michael Carruth                             | Juan Hernández Sierra                       | Arkhom Chenglai                             |
| Atlanta 1996                                | Oleg Saitov                                 | Juan Hernández Sierra                       | Daniel Santos                               |
| Atlanta 1996                                | Oleg Saitov                                 | Juan Hernández Sierra                       | Marian Simion                               |
| Sydney 2000                                 | Oleg Saitov                                 | Serhij Docenko                              | Vitalie Gruşac                              |
| Sydney 2000                                 | Oleg Saitov                                 | Serhij Docenko                              | Dorel Simion                                |
| Atene 2004                                  | Bakhtijar Artaev                            | Lorenzo Aragón                              | Kim Jung-joo                                |
| Atene 2004                                  | Bakhtijar Artaev                            | Lorenzo Aragón                              | Oleg Saitov                                 |
| Pechino 2008                                | Bakhyt Särsekbaev                           | Carlos Banteaux Suárez                      | Hanati Silamu                               |
| Pechino 2008                                | Bakhyt Särsekbaev                           | Carlos Banteaux Suárez                      | Kim Jung-joo                                |
| Londra 2012                                 | Serik Säpiev                                | Fred Evans                                  | Taras Šelestjuk                             |
| Londra 2012                                 | Serik Säpiev                                | Fred Evans                                  | Andrej Zamkovoj                             |
| Rio de Janeiro 2016                         | Danijar Eleusinov                           | Shahram Giyasov                             | Mohammed Rabii                              |
| Rio de Janeiro 2016                         | Danijar Eleusinov                           | Shahram Giyasov                             | Souleymane Cissokho                         |
| Tokyo 2020                                  | Roniel Iglesias                             | Pat McCormack                               | Aidan Walsh                                 |
| Tokyo 2020                                  | Roniel Iglesias                             | Pat McCormack                               | Andrej Zamkovoj                             |
| Parigi 2024                                 | Asadkhuja Muydinkhujaev                     | Marco Verde                                 | Omari Jones                                 |
| Parigi 2024                                 | Asadkhuja Muydinkhujaev                     | Marco Verde                                 | Lewis Richardson                            |
| Atleta meglio premiato: Oleg Saitov (2/0/1) | Atleta meglio premiato: Oleg Saitov (2/0/1) | Nazione meglio premiata: Kazakistan (4/0/0) | Nazione meglio premiata: Kazakistan (4/0/0) |

#### Pesi superwelter[8]
Attualmente escluso dal programma olimpico.
| Edizione                                      | Oro                                           | Argento                                      | Bronzo                                       |
| --------------------------------------------- | --------------------------------------------- | -------------------------------------------- | -------------------------------------------- |
| Helsinki 1952                                 | László Papp                                   | Theunis van Schalkwyk                        | Eladio Herrera                               |
| Helsinki 1952                                 | László Papp                                   | Theunis van Schalkwyk                        | Boris Tišin                                  |
| Melbourne 1956                                | László Papp                                   | José Torres                                  | John McCormack                               |
| Melbourne 1956                                | László Papp                                   | José Torres                                  | Zbigniew Pietrzykowski                       |
| Roma 1960                                     | Wilbert McClure                               | Carmelo Bossi                                | Billy Fisher                                 |
| Roma 1960                                     | Wilbert McClure                               | Carmelo Bossi                                | Boris Lagutin                                |
| Tokyo 1964                                    | Boris Lagutin                                 | Joseph Gonzales                              | Józef Grzesiak                               |
| Tokyo 1964                                    | Boris Lagutin                                 | Joseph Gonzales                              | Nojim Maiyegun                               |
| Città del Messico 1968                        | Boris Lagutin                                 | Rolando Garbey                               | John Baldwin                                 |
| Città del Messico 1968                        | Boris Lagutin                                 | Rolando Garbey                               | Günther Meier                                |
| Monaco di Baviera 1972                        | Dieter Kottysch                               | Wiesław Rudkowski                            | Alan Minter                                  |
| Monaco di Baviera 1972                        | Dieter Kottysch                               | Wiesław Rudkowski                            | Peter Tiepold                                |
| Montréal 1976                                 | Jerzy Rybicki                                 | Tadija Kačar                                 | Rolando Garbey                               |
| Montréal 1976                                 | Jerzy Rybicki                                 | Tadija Kačar                                 | Viktor Savčenko                              |
| Mosca 1980                                    | Armando Martínez                              | Aleksandr Koškin                             | Ján Franek                                   |
| Mosca 1980                                    | Armando Martínez                              | Aleksandr Koškin                             | Detlef Kästner                               |
| Los Angeles 1984                              | Frank Tate                                    | Shawn O'Sullivan                             | Christophe Tiozzo                            |
| Los Angeles 1984                              | Frank Tate                                    | Shawn O'Sullivan                             | Manfred Zielonka                             |
| Seul 1988                                     | Park Si-hun                                   | Roy Jones Jr.                                | Ray Downey                                   |
| Seul 1988                                     | Park Si-hun                                   | Roy Jones Jr.                                | Richie Woodhall                              |
| Barcellona 1992                               | Juan Carlos Lemus                             | Orhan Delibaş                                | György Mizsei                                |
| Barcellona 1992                               | Juan Carlos Lemus                             | Orhan Delibaş                                | Robin Reid                                   |
| Atlanta 1996                                  | David Reid                                    | Alfredo Duvergel                             | Ermachan Ybrajymov                           |
| Atlanta 1996                                  | David Reid                                    | Alfredo Duvergel                             | Karim Tulaganov                              |
| Sydney 2000                                   | Ermachan Ybrajymov                            | Marian Simion                                | Jermain Taylor                               |
| Sydney 2000                                   | Ermachan Ybrajymov                            | Marian Simion                                | Pornchai Thongburan                          |
| Atleta meglio premiato: Boris Lagutin (2/0/1) | Atleta meglio premiato: Boris Lagutin (2/0/1) | Nazione meglio premiata: Stati Uniti (3/2/2) | Nazione meglio premiata: Stati Uniti (3/2/2) |

#### Pesi medi[9]
| Edizione                                                       | Oro                                                            | Argento                                      | Bronzo                                       |
| -------------------------------------------------------------- | -------------------------------------------------------------- | -------------------------------------------- | -------------------------------------------- |
| Saint Louis 1904                                               | Charles Mayer                                                  | Ben Spradling                                | —                                            |
| Londra 1908                                                    | John Douglas                                                   | Reginald Baker                               | William Philo                                |
| Stoccolma 1912                                                 | Evento non incluso nel programma olimpico                      | Evento non incluso nel programma olimpico    | Evento non incluso nel programma olimpico    |
| Anversa 1920                                                   | Harry Mallin                                                   | Art Prud'Homme                               | Moe Herscovitch                              |
| Parigi 1924                                                    | Harry Mallin                                                   | John Elliott                                 | Joseph Jules Beecken                         |
| Amsterdam 1928                                                 | Piero Toscani                                                  | Jan Heřmánek                                 | Léonard Steyaert                             |
| Los Angeles 1932                                               | Carmen Barth                                                   | Amado Azar                                   | Ernest Peirce                                |
| Berlino 1936                                                   | Jean Despeaux                                                  | Henry Tiller                                 | Raúl Villareal                               |
| Londra 1948                                                    | László Papp                                                    | Johnny Wright                                | Ivano Fontana                                |
| Helsinki 1952                                                  | Floyd Patterson                                                | Vasile Tiṭǎ                                  | Boris Nikolov                                |
| Helsinki 1952                                                  | Floyd Patterson                                                | Vasile Tiṭǎ                                  | Stig Sjölin                                  |
| Melbourne 1956                                                 | Gennadi Schatkov                                               | Ramón Tapia                                  | Gilbert Chapron                              |
| Melbourne 1956                                                 | Gennadi Schatkov                                               | Ramón Tapia                                  | Víctor Zalazar                               |
| Roma 1960                                                      | Eddie Crook, Jr.                                               | Tadeusz Walasek                              | Evgenij Feofanov                             |
| Roma 1960                                                      | Eddie Crook, Jr.                                               | Tadeusz Walasek                              | Ion Monea                                    |
| Tokyo 1964                                                     | Valerij Popenčenko                                             | Emil Schulz                                  | Franco Valle                                 |
| Tokyo 1964                                                     | Valerij Popenčenko                                             | Emil Schulz                                  | Tadeusz Walasek                              |
| Città del Messico 1968                                         | Chris Finnegan                                                 | Aleksej Kiselëv                              | Alfred Jones                                 |
| Città del Messico 1968                                         | Chris Finnegan                                                 | Aleksej Kiselëv                              | Agustín Zaragoza                             |
| Monaco di Baviera 1972                                         | Vjačeslav Lemešev                                              | Reima Virtanen                               | Prince Amartey                               |
| Monaco di Baviera 1972                                         | Vjačeslav Lemešev                                              | Reima Virtanen                               | Marvin Johnson                               |
| Montréal 1976                                                  | Michael Spinks                                                 | Rufat Riskiev                                | Luis Martínez                                |
| Montréal 1976                                                  | Michael Spinks                                                 | Rufat Riskiev                                | Alec Năstac                                  |
| Mosca 1980                                                     | José Gómez                                                     | Viktor Savčenko                              | Jerzy Rybicki                                |
| Mosca 1980                                                     | José Gómez                                                     | Viktor Savčenko                              | Valentin Silaghi                             |
| Los Angeles 1984                                               | Shin Joon-sup                                                  | Virgil Hill                                  | Aristides González                           |
| Los Angeles 1984                                               | Shin Joon-sup                                                  | Virgil Hill                                  | Mohamed Zaoui                                |
| Seul 1988                                                      | Henry Maske                                                    | Egerton Marcus                               | Chris Sande                                  |
| Seul 1988                                                      | Henry Maske                                                    | Egerton Marcus                               | Hussain Shah Syed                            |
| Barcellona 1992                                                | Ariel Hernández                                                | Chris Byrd                                   | Chris Johnson                                |
| Barcellona 1992                                                | Ariel Hernández                                                | Chris Byrd                                   | Lee Seung-bae                                |
| Atlanta 1996                                                   | Ariel Hernández                                                | Malik Beyleroğlu                             | Mohamed Bahari                               |
| Atlanta 1996                                                   | Ariel Hernández                                                | Malik Beyleroğlu                             | Rhoshii Wells                                |
| Sydney 2000                                                    | Jorge Gutiérrez                                                | Gajdarbek Gajdarbekov                        | Vugar Alekperov                              |
| Sydney 2000                                                    | Jorge Gutiérrez                                                | Gajdarbek Gajdarbekov                        | Zsolt Erdei                                  |
| Atene 2004                                                     | Gajdarbek Gajdarbekov                                          | Gennadij Golovkin                            | Suriya Prasathinphimai                       |
| Atene 2004                                                     | Gajdarbek Gajdarbekov                                          | Gennadij Golovkin                            | Andre Dirrell                                |
| Pechino 2008                                                   | James DeGale                                                   | Emilio Correa                                | Darren Sutherland                            |
| Pechino 2008                                                   | James DeGale                                                   | Emilio Correa                                | Vijender Singh                               |
| Londra 2012                                                    | Ryōta Murata                                                   | Esquiva Falcão Florentino                    | Abbos Atoev                                  |
| Londra 2012                                                    | Ryōta Murata                                                   | Esquiva Falcão Florentino                    | Anthony Ogogo                                |
| Rio de Janeiro 2016                                            | Arlen López                                                    | Bektemir Melikuziev                          | Kamran Şahsuvarlı                            |
| Rio de Janeiro 2016                                            | Arlen López                                                    | Bektemir Melikuziev                          | Misael Rodríguez                             |
| Tokyo 2020                                                     | Hebert Sousa                                                   | Oleksandr Chyžnjak                           | Eumir Marcial                                |
| Tokyo 2020                                                     | Hebert Sousa                                                   | Oleksandr Chyžnjak                           | Gleb Bakshi                                  |
| Parigi 2024                                                    | Oleksandr Chyžnjak                                             | Nurbek Oralbay                               | Cristian Pinales                             |
| Parigi 2024                                                    | Oleksandr Chyžnjak                                             | Nurbek Oralbay                               | Arlen López                                  |
| Atleta meglio premiato: Harry Mallin e Ariel Hernández (2/0/0) | Atleta meglio premiato: Harry Mallin e Ariel Hernández (2/0/0) | Nazione meglio premiata: Stati Uniti (5/3/3) | Nazione meglio premiata: Stati Uniti (5/3/3) |

#### Pesi mediomassimi[10]
Attualmente escluso dal programma olimpico.
| Edizione                | Oro                     | Argento                                      | Bronzo                                       |
| ----------------------- | ----------------------- | -------------------------------------------- | -------------------------------------------- |
| Anversa 1920            | Eddie Eagan             | Sverre Sørsdal                               | Harry Franks                                 |
| Parigi 1924             | Harry Mitchell          | Thyge Petersen                               | Sverre Sørsdal                               |
| Amsterdam 1928          | Víctor Avendaño         | Ernst Pistulla                               | Karel Miljon                                 |
| Los Angeles 1932        | David Carstens          | Gino Rossi                                   | Peter Jørgensen                              |
| Berlino 1936            | Roger Michelot          | Richard Vogt                                 | Francisco Risiglione                         |
| Londra 1948             | George Hunter           | Don Scott                                    | Mauro Cía                                    |
| Helsinki 1952           | Norvel Lee              | Antonio Pacenza                              | Anatolij Perov                               |
| Helsinki 1952           | Norvel Lee              | Antonio Pacenza                              | Harry Siljander                              |
| Melbourne 1956          | James Boyd              | Gheorghe Negrea                              | Carlos Lucas                                 |
| Melbourne 1956          | James Boyd              | Gheorghe Negrea                              | Romualdas Murauskas                          |
| Roma 1960               | Cassius Clay            | Zbigniew Pietrzykowski                       | Anthony Madigan                              |
| Roma 1960               | Cassius Clay            | Zbigniew Pietrzykowski                       | Giulio Saraudi                               |
| Tokyo 1964              | Cosimo Pinto            | Aleksej Kiselëv                              | Aleksandăr Nikolov                           |
| Tokyo 1964              | Cosimo Pinto            | Aleksej Kiselëv                              | Zbigniew Pietrzykowski                       |
| Città del Messico 1968  | Danas Pozniakas         | Ion Monea                                    | Stanisław Dragan                             |
| Città del Messico 1968  | Danas Pozniakas         | Ion Monea                                    | Georgi Stankov                               |
| Monaco di Baviera 1972  | Mate Parlov             | Gilberto Carrillo                            | Janusz Gortat                                |
| Monaco di Baviera 1972  | Mate Parlov             | Gilberto Carrillo                            | Isaac Ikhouria                               |
| Montréal 1976           | Leon Spinks             | Sixto Soria                                  | Janusz Gortat                                |
| Montréal 1976           | Leon Spinks             | Sixto Soria                                  | Costica Dafinoiu                             |
| Mosca 1980              | Slobodan Kačar          | Paweł Skrzecz                                | Herbert Bauch                                |
| Mosca 1980              | Slobodan Kačar          | Paweł Skrzecz                                | Ricardo Rojas                                |
| Los Angeles 1984        | Anton Josipović         | Kevin Barry                                  | Evander Holyfield                            |
| Los Angeles 1984        | Anton Josipović         | Kevin Barry                                  | Mustapha Moussa                              |
| Seul 1988               | Andrew Maynard          | Nuramgomed Šanavazov                         | Henryk Petrich                               |
| Seul 1988               | Andrew Maynard          | Nuramgomed Šanavazov                         | Damir Škaro                                  |
| Barcellona 1992         | Torsten May             | Rostislav Zaulichniy                         | Wojciech Bartnik                             |
| Barcellona 1992         | Torsten May             | Rostislav Zaulichniy                         | Zoltán Béres                                 |
| Atlanta 1996            | Vasilij Jirov           | Lee Seung-bae                                | Antonio Tarver                               |
| Atlanta 1996            | Vasilij Jirov           | Lee Seung-bae                                | Thomas Ulrich                                |
| Sydney 2000             | Aleksandr Lebzjak       | Rudolf Kraj                                  | Andrij Fedčuk                                |
| Sydney 2000             | Aleksandr Lebzjak       | Rudolf Kraj                                  | Sergey Mixaylov                              |
| Atene 2004              | Andre Ward              | Mahamed Ar'iphadž'ieŭ                        | Utkirbek Hajdarov                            |
| Atene 2004              | Andre Ward              | Mahamed Ar'iphadž'ieŭ                        | Ahmed Ismail                                 |
| Pechino 2008            | Zhang Xiaoping          | Kenneth Egan                                 | Tony Jeffries                                |
| Pechino 2008            | Zhang Xiaoping          | Kenneth Egan                                 | Erkebulan Šynaliev                           |
| Londra 2012             | Egor Mechoncev          | Ädilbek Nïyazımbetov                         | Yamaguchi Falcão Florentino                  |
| Londra 2012             | Egor Mechoncev          | Ädilbek Nïyazımbetov                         | Oleksandr Hvozdyk                            |
| Rio de Janeiro 2016     | Julio César la Cruz     | Ädilbek Nïyazımbetov                         | Mathieu Bauderlique                          |
| Rio de Janeiro 2016     | Julio César la Cruz     | Ädilbek Nïyazımbetov                         | Joshua Buatsi                                |
| Tokyo 2020              | Arlen López             | Benjamin Whittaker                           | Loren Berto Alfonso Dominguez                |
| Tokyo 2020              | Arlen López             | Benjamin Whittaker                           | Imam Khataev                                 |
| Atleta meglio premiato: | Atleta meglio premiato: | Nazione meglio premiata: Stati Uniti (7/0/2) | Nazione meglio premiata: Stati Uniti (7/0/2) |

#### Pesi massimi[11]
| Edizione                                                        | Oro                                                             | Argento                                   | Bronzo                                    |
| --------------------------------------------------------------- | --------------------------------------------------------------- | ----------------------------------------- | ----------------------------------------- |
| Saint Louis 1904                                                | Sam Berger                                                      | Charles Mayer                             | Bill Michaels                             |
| Londra 1908                                                     | Albert Oldman                                                   | Sidney Evans                              | Frederick Parks                           |
| Stoccolma 1912                                                  | Evento non incluso nel programma olimpico                       | Evento non incluso nel programma olimpico | Evento non incluso nel programma olimpico |
| Anversa 1920                                                    | Ron Rawson                                                      | Søren Petersen                            | Albert Eluère                             |
| Parigi 1924                                                     | Otto von Porat                                                  | Søren Petersen                            | Alfredo Porzio                            |
| Amsterdam 1928                                                  | Arturo Rodríguez                                                | Nils Ramm                                 | Michael Michaelsen                        |
| Los Angeles 1932                                                | Santiago Lovell                                                 | Luigi Rovati                              | Frederick Feary                           |
| Berlino 1936                                                    | Herbert Runge                                                   | Guillermo Lovell                          | Erling Nilsen                             |
| Londra 1948                                                     | Rafael Iglesias                                                 | Gunnar Nilsson                            | John Arthur                               |
| Helsinki 1952                                                   | Ed Sanders                                                      | Ingemar Johansson                         | Ilkka Koski                               |
| Helsinki 1952                                                   | Ed Sanders                                                      | Ingemar Johansson                         | Andries Nieman                            |
| Melbourne 1956                                                  | Pete Rademacher                                                 | Lev Muchin                                | Giacomo Bozzano                           |
| Melbourne 1956                                                  | Pete Rademacher                                                 | Lev Muchin                                | Daniel Bekker                             |
| Roma 1960                                                       | Francesco De Piccoli                                            | Daniel Bekker                             | Josef Němec                               |
| Roma 1960                                                       | Francesco De Piccoli                                            | Daniel Bekker                             | Günter Siegmund                           |
| Tokyo 1964                                                      | Joe Frazier                                                     | Hans Huber                                | Giuseppe Ros                              |
| Tokyo 1964                                                      | Joe Frazier                                                     | Hans Huber                                | Vadim Emel'janov                          |
| Città del Messico 1968                                          | George Foreman                                                  | Jonas Čepulis                             | Giorgio Bambini                           |
| Città del Messico 1968                                          | George Foreman                                                  | Jonas Čepulis                             | Joaquín Rocha                             |
| Monaco di Baviera 1972                                          | Teófilo Stevenson                                               | Ion Alexe                                 | Peter Hussing                             |
| Monaco di Baviera 1972                                          | Teófilo Stevenson                                               | Ion Alexe                                 | Hasse Thomsén                             |
| Montréal 1976                                                   | Teófilo Stevenson                                               | Mircea Şimon                              | Clarence Hill                             |
| Montréal 1976                                                   | Teófilo Stevenson                                               | Mircea Şimon                              | John Tate                                 |
| Mosca 1980                                                      | Teófilo Stevenson                                               | Pёtr Zaev                                 | Jürgen Fanghänel                          |
| Mosca 1980                                                      | Teófilo Stevenson                                               | Pёtr Zaev                                 | István Lévai                              |
| Los Angeles 1984                                                | Henry Tillman                                                   | Willie deWit                              | Angelo Musone                             |
| Los Angeles 1984                                                | Henry Tillman                                                   | Willie deWit                              | Arnold Vanderlyde                         |
| Seul 1988                                                       | Ray Mercer                                                      | Baik Hyun-man                             | Andrzej Gołota                            |
| Seul 1988                                                       | Ray Mercer                                                      | Baik Hyun-man                             | Arnold Vanderlyde                         |
| Barcellona 1992                                                 | Félix Savón                                                     | David Izonritei                           | David Tua                                 |
| Barcellona 1992                                                 | Félix Savón                                                     | David Izonritei                           | Arnold Vanderlyde                         |
| Atlanta 1996                                                    | Félix Savón                                                     | David Defiagbon                           | Nate Jones                                |
| Atlanta 1996                                                    | Félix Savón                                                     | David Defiagbon                           | Luan Krasniqi                             |
| Sydney 2000                                                     | Félix Savón                                                     | Sultan Ibragimov                          | Vladimir Chanturia                        |
| Sydney 2000                                                     | Félix Savón                                                     | Sultan Ibragimov                          | Sebastian Köber                           |
| Atene 2004                                                      | Odlanier Solís                                                  | Viktar Zueŭ                               | Mohamed El Sayed                          |
| Atene 2004                                                      | Odlanier Solís                                                  | Viktar Zueŭ                               | Nasser Al-Shami                           |
| Pechino 2008                                                    | Rachim Čakchiev                                                 | Clemente Russo                            | Osmay Acosta                              |
| Pechino 2008                                                    | Rachim Čakchiev                                                 | Clemente Russo                            | Deontay Wilder                            |
| Londra 2012                                                     | Oleksandr Usyk                                                  | Clemente Russo                            | Tervel Pulev                              |
| Londra 2012                                                     | Oleksandr Usyk                                                  | Clemente Russo                            | Teymur Məmmədov                           |
| Rio de Janeiro 2016                                             | Evgenij Tiščenko                                                | Vasilij Levit                             | Rustam Tulaganov                          |
| Rio de Janeiro 2016                                             | Evgenij Tiščenko                                                | Vasilij Levit                             | Erislandy Savón                           |
| Tokyo 2020                                                      | Julio César la Cruz                                             | Muslim Gadzhimagomedov                    | Abner Teixeira                            |
| Tokyo 2020                                                      | Julio César la Cruz                                             | Muslim Gadzhimagomedov                    | David Nyika                               |
| Parigi 2024                                                     | Lazizbek Mullojonov                                             | Loren Alfonso                             | Enmanuel Reyes                            |
| Parigi 2024                                                     | Lazizbek Mullojonov                                             | Loren Alfonso                             | Davlat Boltaev                            |
| Atleta meglio premiato: Félix Savón e Teófilo Stevenson (3/0/0) | Atleta meglio premiato: Félix Savón e Teófilo Stevenson (3/0/0) | Nazione meglio premiata: Cuba (8/0/2)     | Nazione meglio premiata: Cuba (8/0/2)     |

#### Pesi supermassimi[12]
| Edizione                                        | Oro                                             | Argento                                        | Bronzo                                         |
| ----------------------------------------------- | ----------------------------------------------- | ---------------------------------------------- | ---------------------------------------------- |
| Los Angeles 1984                                | Tyrell Biggs                                    | Francesco Damiani                              | Aziz Salihu                                    |
| Los Angeles 1984                                | Tyrell Biggs                                    | Francesco Damiani                              | Bobby Wells                                    |
| Seul 1988                                       | Lennox Lewis                                    | Riddick Bowe                                   | Janusz Zarenkiewicz                            |
| Seul 1988                                       | Lennox Lewis                                    | Riddick Bowe                                   | Aleksandr Mirošničenko                         |
| Barcellona 1992                                 | Roberto Balado                                  | Richard Igbineghu                              | Svilen Rusinov                                 |
| Barcellona 1992                                 | Roberto Balado                                  | Richard Igbineghu                              | Brian Nielsen                                  |
| Atlanta 1996                                    | Volodymyr Klyčko                                | Paea Wolfgramm                                 | Aleksej Lezin                                  |
| Atlanta 1996                                    | Volodymyr Klyčko                                | Paea Wolfgramm                                 | Duncan Dokiwari                                |
| Sydney 2000                                     | Audley Harrison                                 | Muchtarchan Dilda̋bekov                         | Paolo Vidoz                                    |
| Sydney 2000                                     | Audley Harrison                                 | Muchtarchan Dilda̋bekov                         | Rustam Saidov                                  |
| Atene 2004                                      | Aleksandr Povetkin                              | Mohamed Aly                                    | Michel López Núñez                             |
| Atene 2004                                      | Aleksandr Povetkin                              | Mohamed Aly                                    | Roberto Cammarelle                             |
| Pechino 2008                                    | Roberto Cammarelle                              | Zhang Zhilei                                   | Vjačeslav Hlazkov                              |
| Pechino 2008                                    | Roberto Cammarelle                              | Zhang Zhilei                                   | David Price                                    |
| Londra 2012                                     | Anthony Joshua                                  | Roberto Cammarelle                             | Magomedrasul Medžidov                          |
| Londra 2012                                     | Anthony Joshua                                  | Roberto Cammarelle                             | Ivan Dyčko                                     |
| Rio de Janeiro 2016                             | Tony Yoka                                       | Joe Joyce                                      | Filip Hrgović                                  |
| Rio de Janeiro 2016                             | Tony Yoka                                       | Joe Joyce                                      | Ivan Dyčko                                     |
| Tokyo 2020                                      | Bahodir Jalolov                                 | Richard Torrez Jr.                             | Frazer Clarke                                  |
| Tokyo 2020                                      | Bahodir Jalolov                                 | Richard Torrez Jr.                             | Kamshybek Kunkabayev                           |
| Parigi 2024                                     | Bahodir Jalolov                                 | Ayoub Ghadfa                                   | Nelvie Tiafack                                 |
| Parigi 2024                                     | Bahodir Jalolov                                 | Ayoub Ghadfa                                   | Djamili-Dini Aboudou Moindze                   |
| Atleta meglio premiato: Bahodir Jalolov (2/0/0) | Atleta meglio premiato: Bahodir Jalolov (2/0/0) | Nazione meglio premiata: Gran Bretagna (2/1/3) | Nazione meglio premiata: Gran Bretagna (2/1/3) |

### Femminile

#### Pesi mosca[13]
| Edizione                                     | Oro                                          | Argento                                        | Bronzo Irma Testa                              |
| -------------------------------------------- | -------------------------------------------- | ---------------------------------------------- | ---------------------------------------------- |
| Londra 2012                                  | Nicola Adams                                 | Ren Cancan                                     | Marlen Esparza                                 |
| Londra 2012                                  | Nicola Adams                                 | Ren Cancan                                     | Mary Kom                                       |
| Rio de Janeiro 2016                          | Nicola Adams                                 | Sarah Ourahmoune                               | Ren Cancan                                     |
| Rio de Janeiro 2016                          | Nicola Adams                                 | Sarah Ourahmoune                               | Ingrit Valencia                                |
| Tokyo 2020                                   | Stojka Krăsteva                              | Buse Naz Çakıroğlu                             | Huang Hsiao-wen                                |
| Tokyo 2020                                   | Stojka Krăsteva                              | Buse Naz Çakıroğlu                             | Tsukimi Namiki                                 |
| Parigi 2024                                  | Wu Yu                                        | Buse Naz Çakıroğlu                             | Nazym Kyzaibay                                 |
| Parigi 2024                                  | Wu Yu                                        | Buse Naz Çakıroğlu                             | Aira Villegas                                  |
| Atleta meglio premiato: Nicola Adams (2/0/0) | Atleta meglio premiato: Nicola Adams (2/0/0) | Nazione meglio premiata: Gran Bretagna (2/0/0) | Nazione meglio premiata: Gran Bretagna (2/0/0) |

#### Pesi gallo[14]
| Edizione                | Oro                     | Argento                  | Bronzo                   |
| ----------------------- | ----------------------- | ------------------------ | ------------------------ |
| Parigi 2024             | Chang Yuan              | Hatice Akbaş             | Pang Chol-mi             |
| Parigi 2024             | Chang Yuan              | Hatice Akbaş             | Im Ae-ji                 |
| Atleta meglio premiato: | Atleta meglio premiato: | Nazione meglio premiata: | Nazione meglio premiata: |

#### Pesi piuma[15]
| Edizione                | Oro                     | Argento                  | Bronzo                   |
| ----------------------- | ----------------------- | ------------------------ | ------------------------ |
| Tokyo 2020              | Sena Irie               | Nesthy Petecio           | Karriss Artingstall      |
| Tokyo 2020              | Sena Irie               | Nesthy Petecio           | Irma Testa               |
| Parigi 2024             | Lin Yu-ting             | Julia Szeremeta          | Esra Yıldız              |
| Parigi 2024             | Lin Yu-ting             | Julia Szeremeta          | Nesthy Petecio           |
| Atleta meglio premiato: | Atleta meglio premiato: | Nazione meglio premiata: | Nazione meglio premiata: |

#### Pesi leggeri[16]
| Edizione                                          | Oro                                               | Argento                                  | Bronzo                                   |
| ------------------------------------------------- | ------------------------------------------------- | ---------------------------------------- | ---------------------------------------- |
| Londra 2012                                       | Katie Taylor                                      | Sof'ja Očigava                           | Adriana Araújo                           |
| Londra 2012                                       | Katie Taylor                                      | Sof'ja Očigava                           | Mavzuna Čorieva                          |
| Rio de Janeiro 2016                               | Estelle Mossely                                   | Yin Junhua                               | Mira Potkonen                            |
| Rio de Janeiro 2016                               | Estelle Mossely                                   | Yin Junhua                               | Anastasija Beljakova                     |
| Tokyo 2020                                        | Kellie Harrington                                 | Beatriz Soares Ferreira                  | Sudaporn Seesondee                       |
| Tokyo 2020                                        | Kellie Harrington                                 | Beatriz Soares Ferreira                  | Mira Potkonen                            |
| Parigi 2024                                       | Kellie Harrington                                 | Yang Wenlu                               | Wu Shih-yi                               |
| Parigi 2024                                       | Kellie Harrington                                 | Yang Wenlu                               | Beatriz Ferreira                         |
| Atleta meglio premiato: Kellie Harrington (2/0/0) | Atleta meglio premiato: Kellie Harrington (2/0/0) | Nazione meglio premiata: Irlanda (3/0/0) | Nazione meglio premiata: Irlanda (3/0/0) |

#### Pesi welter[5]
| Edizione                | Oro                     | Argento                  | Bronzo                   |
| ----------------------- | ----------------------- | ------------------------ | ------------------------ |
| Tokyo 2020              | Busenaz Sürmeneli       | Gu Hong                  | Lovlina Borgohain        |
| Tokyo 2020              | Busenaz Sürmeneli       | Gu Hong                  | Oshae Jones              |
| Parigi 2024             | Imane Khelif            | Yang Liu                 | Janjaem Suwannapheng     |
| Parigi 2024             | Imane Khelif            | Yang Liu                 | Chen Nien-chin           |
| Atleta meglio premiato: | Atleta meglio premiato: | Nazione meglio premiata: | Nazione meglio premiata: |

#### Pesi medi[17]
| Edizione                                         | Oro                                              | Argento                                      | Bronzo                                       |
| ------------------------------------------------ | ------------------------------------------------ | -------------------------------------------- | -------------------------------------------- |
| Londra 2012                                      | Claressa Shields                                 | Nadežda Torlopova                            | Marina Volnova                               |
| Londra 2012                                      | Claressa Shields                                 | Nadežda Torlopova                            | Li Jinzi                                     |
| Rio de Janeiro 2016                              | Claressa Shields                                 | Nouchka Fontijn                              | Dariga Šakimova                              |
| Rio de Janeiro 2016                              | Claressa Shields                                 | Nouchka Fontijn                              | Li Qian                                      |
| Tokyo 2020                                       | Lauren Price                                     | Li Qian                                      | Zenfira Magomedalieva                        |
| Tokyo 2020                                       | Lauren Price                                     | Li Qian                                      | Nouchka Fontijn                              |
| Parigi 2024                                      | Li Qian                                          | Atheyna Bylon                                | Caitlin Parker                               |
| Parigi 2024                                      | Li Qian                                          | Atheyna Bylon                                | Cindy Ngamba                                 |
| Atleta meglio premiato: Claressa Shields (2/0/0) | Atleta meglio premiato: Claressa Shields (2/0/0) | Nazione meglio premiata: Stati Uniti (2/0/0) | Nazione meglio premiata: Stati Uniti (2/0/0) |